# فرانتس کارل آخارد
فرانتس کارل آخارد (آلمانی: Franz Karl Achard؛ زاده ۲۸ آوریل ۱۷۵۳–۲۰ آوریل ۱۸۲۱) یک فیزیک‌دان و شیمی‌دان اهل آلمان بود.
وی اولین کسی بود که توانست قند از چغندر استخراج کند.